# 防彈車

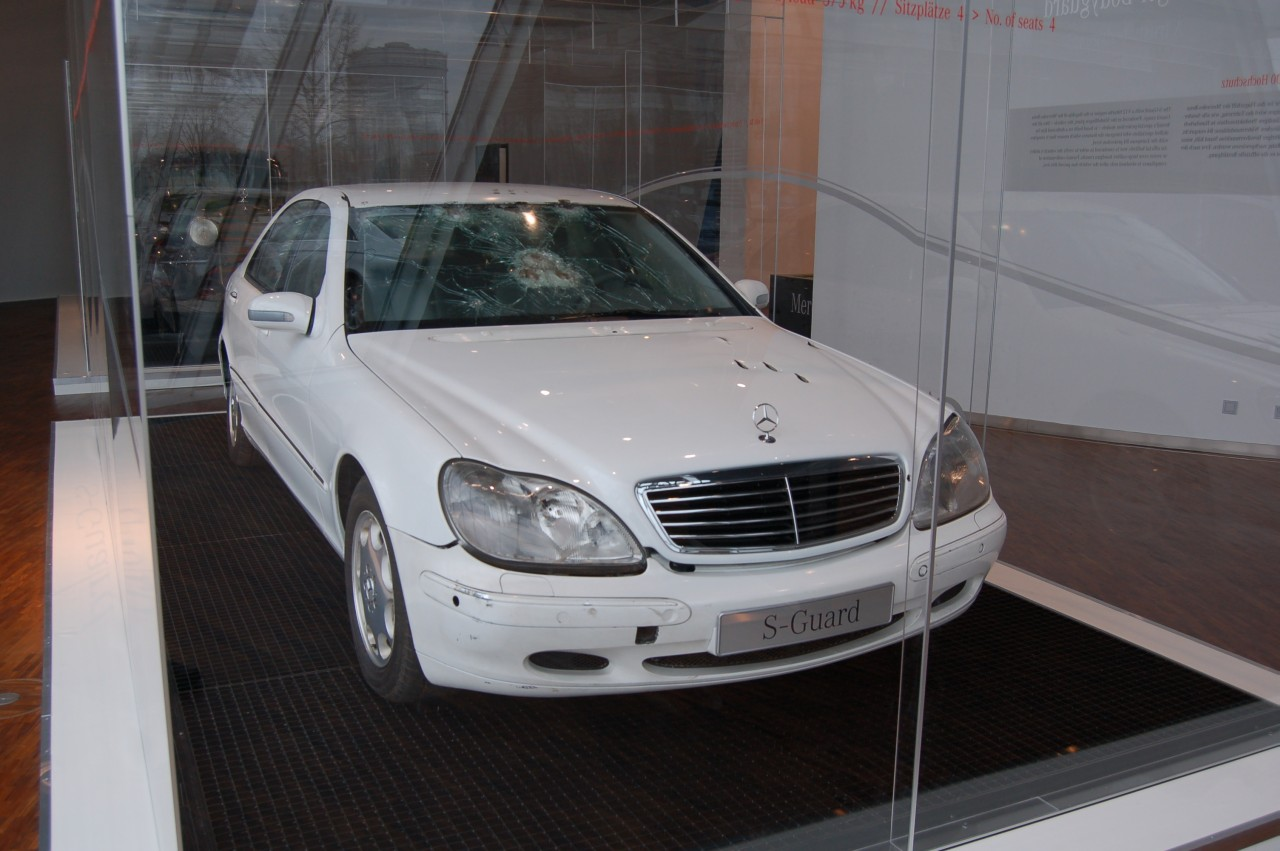
梅賽德斯奔馳博物館展出的防彈車

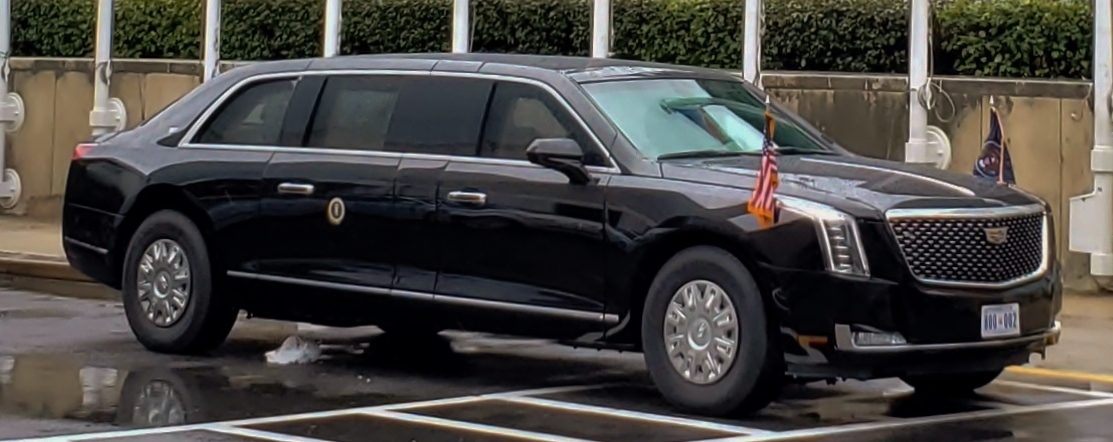
綽號野獸的美國總統座車

防弹车是从设计、选材、防护制造、乘驾都采用专门配备、生产出来，具有一定的防御外部由子弹、炮弹射击对车身穿透，并造成车内人员伤害的一类特种车辆。一些防彈車更加上防止毒氣滲入、車底防爆等功能。

## 概述
- 防弹车一般特指防弹车类型中，用户最多的民用防弹轿车。
- 其造价相对普通的民用车辆往往很高。一般都在普通民用豪华车的10倍左右。
- 其用户一般都是各国政界要员、商界巨贾、职业军警、特工，及金融业、银行业，和其他有较高出行安全防护要求，及有能力购买使用该种车辆的个人和机构。
- 防弹车已经成为安保车辆的首选要求，是安保机制中必要的装备手段。
- 防弹车的也成为防护车的一种代称。

在大多数人的认知中，防弹车总笼罩在神秘的氛围中，因为它一般只属于政要、名流、富商或者特工，与它联系在一起的往往也是暗杀、阴谋。而事实上，对防弹车而言，它是一座活动的金属堡垒，使命就是为主人挡下致命的袭击。

## 车型
按照造型来区分。

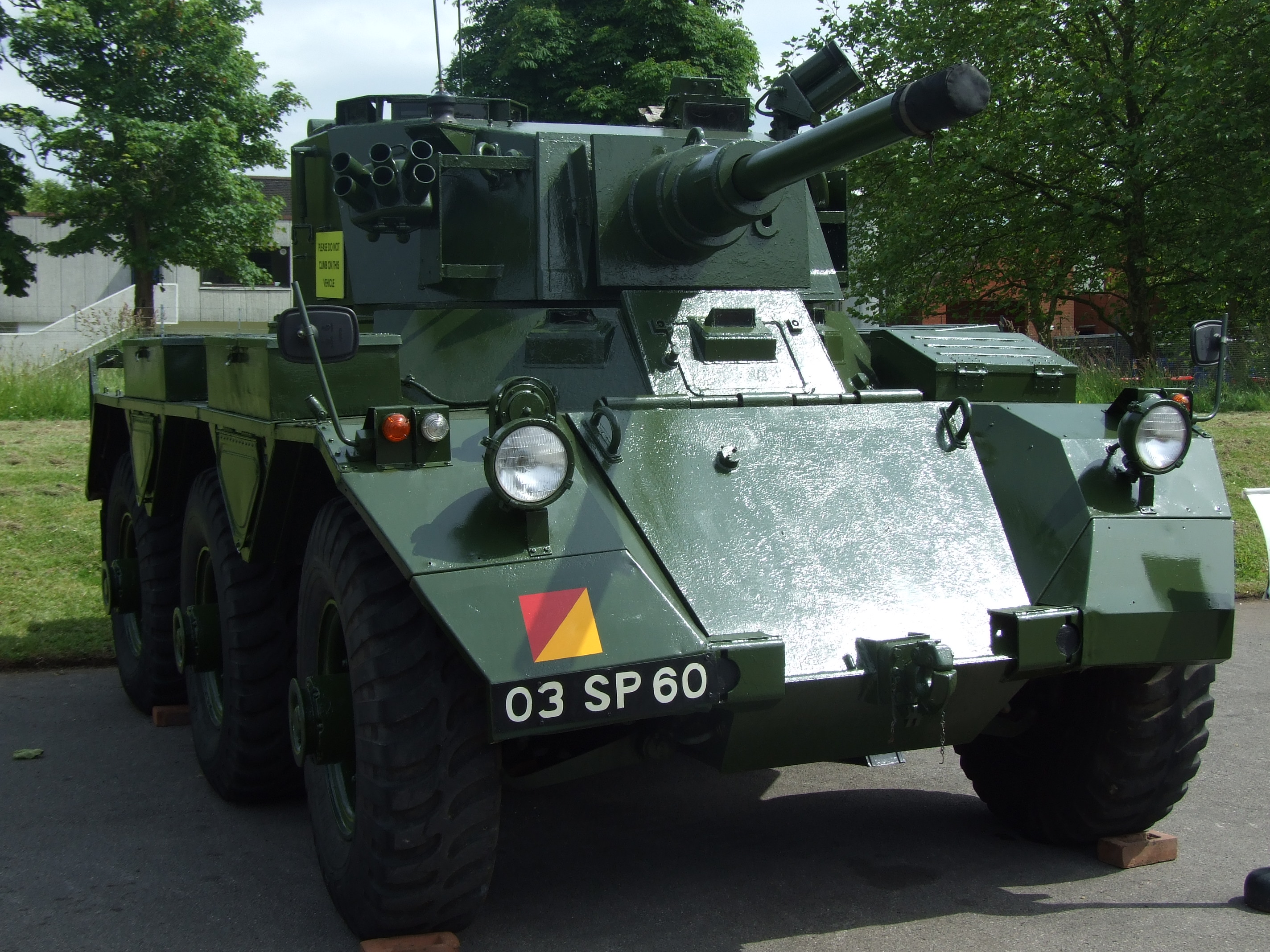
英国汉普郡奥尔德肖特军事博物馆内的装甲车

- 普通民用：防弹轿车、防弹巴士、防弹吉普、防弹运钞车。
- 军警作战：所有的军警作战车辆。比较常见的装甲车、坦克。

## 设计要求

### 防弹基本要求
在遭遇外部突袭的情况下
1. 一定时间内对车内人员的有效防伤亡。
2. 迅速脱离遇险地区的快速机动能力。
3. 进入特殊路面的地带，能保证足够的行驶动力。
4. 良好的通讯、报警和预警能力。
5. 对于需要使用武器进行火力压制（英语：Suppressive fire）及还击的，需要考虑武器的架设和操作。

### 其他要求
- 防撞、防盗、防抢、防砸。

### 行业标准与鉴定
- 基本的造型、行驶要求上符合要求一般汽车的制造标准。
- 特殊防护的标准，目前国际参照的标准有欧洲防弹级别。
- 知名的鉴定机构有德国BESCHUSSAMT MELLERICHSTADT 实验室。

## 车内装备
- 基本配备：采用特殊防弹材料。防弹玻璃、车身装甲、重型底盘、四轮驱动以及其他行驶方式的动力、特种防弹轮胎，车载通讯设备，安全坐乘设备等等。
- 特别配备：人员生存系统、武器防御系统、GPS系统以及其他系统。

## 生产方式及历史
- 最早的防弹车出现在20世纪初的美国，采用手工制作。
- 随着汽车制造业的发展，生产工艺也改为流水线制造。

### 名车
- 德国的奔驰770k防弹车。
- 德国的宝马760防弹车、X5 Security Plus。
- 美国的凯迪拉克DTS防弹车。
- 中国的红旗防弹车。
- 德国的奥迪A8防弹车
- 瑞典的富豪汽車S80防弹车
- 英國的賓利防弹车
- 英國的勞斯萊斯防弹车